# Bone (Nekamese)
Bone is een bestuurslaag in het regentschap Kupang van de provincie Oost-Nusa Tenggara, Indonesië. Bone telt 954 inwoners (volkstelling 2010).